# Kwik-E-Mart
Kwik-E-Mart (chamado de Quick-E-Mart em Bart the General) é uma rede de mercados americanos existente no seriado Os Simpsons onde é possível adquirir qualquer coisa a preços "acessíveis". O dono do Kwik-E-Mart de Springfield é Apu Nahasapeemapetilon.

## Origens
A rede começou em algum lugar do Himalaia, onde foi a primeira loja de conveniências  em um pico de montanha (apesar de não ser um lugar muito conveniente). Visitantes em peregrinação podem fazer três perguntas ao guru residente. A viagem de Apu foi patrocinada por três perguntas de Homer Simpson. "Você é realmente o fundador do Kwik-E-Mart?", "Realmente?" e "Você?".

## Na cultura popular

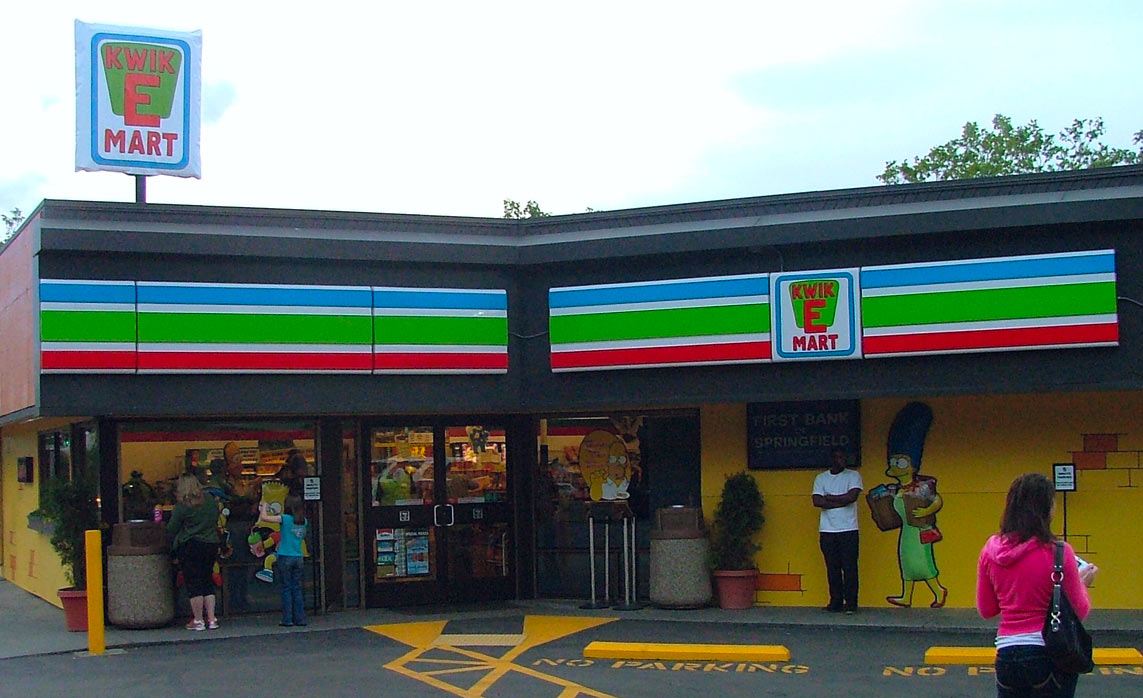
7-Eleven transformado em um Kwik-E-Mart.

Em Julho de 2007, lojas da 7-Eleven foram decoradas como o Kwik-E-Mart para promover o filme dos Simpsons, o que teve popularidade nos dias seguintes, revelando-se lucrativo às lojas em questão. Em Agosto do mesmo ano, as lojas voltaram a sua decoração original. Algumas pessoas questionaram o estereótipo promovido pelas lojas ao retratar o personagem Abu, mas segundo a rede alguns de seus funcionários de origem indiana reagiram positivamente à mudança, e a campanha não apoiaria totalmente o estereótipo.
Em Outubro de 2007, uma loja decorada como o Kwik-E-Mart foi aberta no Universal Studios Florida, e outra no Universal Studios Hollywood, substituindo as lojas do De Volta Para o Futuro.